# Júlio Delamare
Júlio Barbosa Delamare (Rio de Janeiro, 1 de julho de 1928 – Orly, 11 de julho de 1973) foi um jornalista e locutor esportivo brasileiro que trabalhou no jornal O Globo (por mais de uma década) e na TV Globo, onde foi o primeiro diretor do departamento de esportes.
Morreu no acidente com o voo Varig 820 nas proximidades do Aeroporto de Orly, na França, em 1973. Em sua homenagem foi construído o Parque Aquático Júlio Delamare.